# آرسوگ
آرسوگ (به لاتین: Arsug) یک منطقهٔ مسکونی در روسیه است که در داغستان واقع شده‌است.